# Краснов, Боб
Роберт Алан «Боб» Краснов (англ. Robert Alan "Bob" Krasnow, род. 20 июля 1934, Рочестер, штат Нью-Йорк, США — 11 декабря 2016, Веллингтон, Флорида, США) — американский музыкальный предприниматель. Основатель лейбла Blue Thumb Records, впоследствии стал председателем Elektra Records. Один из соучредителей Зала славы рок-н-ролла.

## Биография
Роберт Краснов родился в Рочестере, штат Нью-Йорк, в семье художника Бена и Гертруды Красновых (в девичестве Гольдштейн) из Гамильтона, Канада, имевших русско-еврейские корни.
Карьера Краснова началась с должности промоутера для певца Джеймса Брауна, также он какое-то время занимал пост торгового представителя лейбла Decca Records. В начале 1960-х Краснов основал компанию MK Records, которая выпустила запись под названием «Report To The Nation», пародию на президентскую кампанию 1960 года между Джоном Ф. Кеннеди и Ричардом Никсоном.
В период с 1958 по 1964 годы Краснов был управляющим филиалом лейбла King Records в Сан-Франциско, занимая этот пост вплоть до основания компании Loma Records, который он возглавлял с 1964 по 1966 годы. В 1966 году Краснов стал вице-президентом лос-анджелесского лейбла Kama Sutra Records, основав в его стенах дочерний лейбл — Buddah Records. В этот период Краснов познакомился и выпустил дебютный альбом, тогда ещё никому неизвестного, Капитана Бифхарта — Safe As Milk.
В 1968 году Краснов покинул лейблы Kama Sutra/Buddah, чтобы создать новый — Blue Thumb Records — в Беверли-Хиллз, вместе с продюсерами Доном Грэмом и Томми Липумой. Среди исполнителей с которыми впоследствии сотрудничала его фирма, фигурируют: Фил Апчерч, Бен Сидран, Джерри Рафферти, The Last Poets, The Credibility Gap, The Crusaders, Хью Масекела, Southwind, Айк и Тина Тёрнеры, The Pointer Sisters, Дэйв Мэйсон, Dan Hicks and His Hot Licks, Марк Болан и T.Rex, Артур Ли, Капитан Бифхарт, Клифтон Шенье, Love, Габор Сабо, Mark-Almond и Джон Мейолл.
Краснов был президентом Blue Thumb Records до 1974 года, когда его пригласили стать вице-президентом по поиску талантов для лейбла Warner Bros. Records. Он занимал эту должность вплоть до 1983 года, после чего был приглашён на пост председателя и главного исполнительного директора группы лейблов Elektra/Asylum/Nonesuch Records (впоследствии ставших холдингом Elektra Entertainment). Во время работы на Warner и Elektra он заключил контракты с Чакой Хан, Джорджем Бенсоном, Джорджем Клинтоном и The Cure. Краснов также известен рядом замороженных проектов известных исполнителей, таких как сайд-проект фронтмена группы Twisted Sister Ди Снайдера, Desperado, о чём последний подробно рассказал в своей автобиографии «Shut Up and Give Me the Mic» 2012 года.
В июле 1994 года Краснов внезапно ушел в отставку со своего поста в Elektra в результате ожесточенной подковёрной борьбы внутри Warner Music Group в течение 1994-95 годов, что также привело к уходу Мо Остина и Ленни Уоронкера — давно занимающих свои должности и очень уважаемых в бизнес-среде руководителей Warner Bros. Records. После его отставки он основал Krasnow Entertainment, совместное предприятие с MCA Music Entertainment Group, с офисом на Бродвее.
Вне бизнеса Краснов был членом совета директоров Нью-Йоркского городского центра (театр независимой хореографии); членом совета директоров и президентского совета Бруклинской музыкальной академии; сопрезидентом Французского музыкального офиса; членом национального комитета Марша Даймов; исполнительным вице-президентом танцевальной компании Пола Тейлора; и членом совета директоров школы Уодли (Нью-Йорк), а также соучредителем Зала славы рок-н-ролла.
Краснов умер 11 декабря 2016 года в Веллингтоне, штат Флорида.